# Фернан Кроммелінк
Фернан Кроммелінк (фр. Fernand Crommelynck; нар. 19 листопада 1886, XVIII округ Парижа, Париж, Франція — пом. 18 березня 1970, Сен-Жермен-ан-Ле, Івлін, Іль-де-Франс, Франція) — бельгійський драматург, актор, режисер, сценарист, прозаїк та журналіст.

## Життєпис
Фернан Кроммелінк народився 19 листопада 1886 року в XVIII окрузі Парижа у сім'ї акторів. З 1901 року був актором, зфільмувався у 14 стрічка, писав сценарії. Згодом працював журналістом. 
Свої перші одноактні п'єси «Ми не підемо більше в ліс» (фр. «Nous n'irons plus au bois») написав у 1905 році, «Різьбяр масок» (фр. «Le Sculpteur de masques») у 1908 році.
Найвідоміший твір — трагічний фарс «Великодушний рогоносець» (фр. «Le cocu magnifique») Фернан Кроммелінк написав у 1921 році. 
У 1925 році Кроммелінк написав п'єсу «Золоте черево» (фр. «Tripes d'or»), яку в 1926 році поставив Лесь Курбас на сцені театру «Березіль». 
Кроммелінк згодом створив «Карина, або Дівчина без розуму від своєї душі» (фр. «Carine, ou La jeune fille folle de son âme», 1930), «Теплінь і холод, або Ідея пана Дома» (фр. «Chaud et froid, ou l'Idéе de Monsieur Dom», 1936). 
У 1950 році Кроммелінк написав детективний роман «Вбивця пан Лароз?» (фр. «Monsieur Larose estil l'assassin»).

## Доробок
- 1908 — «Різьбяр масок» (фр. «Le Sculpteur de masques»)
- 1921 — «Юні коханці» (фр. «Les amants puérils»)
- 1921 — «Прекрасний рогоносець[en]» (фр. «Le cocu magnifique»)
- 1925 — «Золоте черево» (фр. «Tripes d'or»)[6]
- 1930 — «Карина, або Дівчина без розуму від своєї душі» (фр. «Carine, ou La jeune fille folle de son âme»)
- 1934 — «Жінка з надмірно малим серцем» (фр. Une femme qu'a le cœur trop petit)
- 1936 — «Теплінь і холод, або Ідея пана Дома» (фр. «Chaud et froid, ou l'Idéе de Monsieur Dom»
- 1950 — «Вбивця пан Лароз?» (фр. «Monsieur Larose estil l'assassin»)
- 1953 — «Лицар місяця, або Сер Джон Фальстаф» (фр. Le Chevalier de la Lune ou Sir John Falstaff)